# Nikolaus Geyrhalter

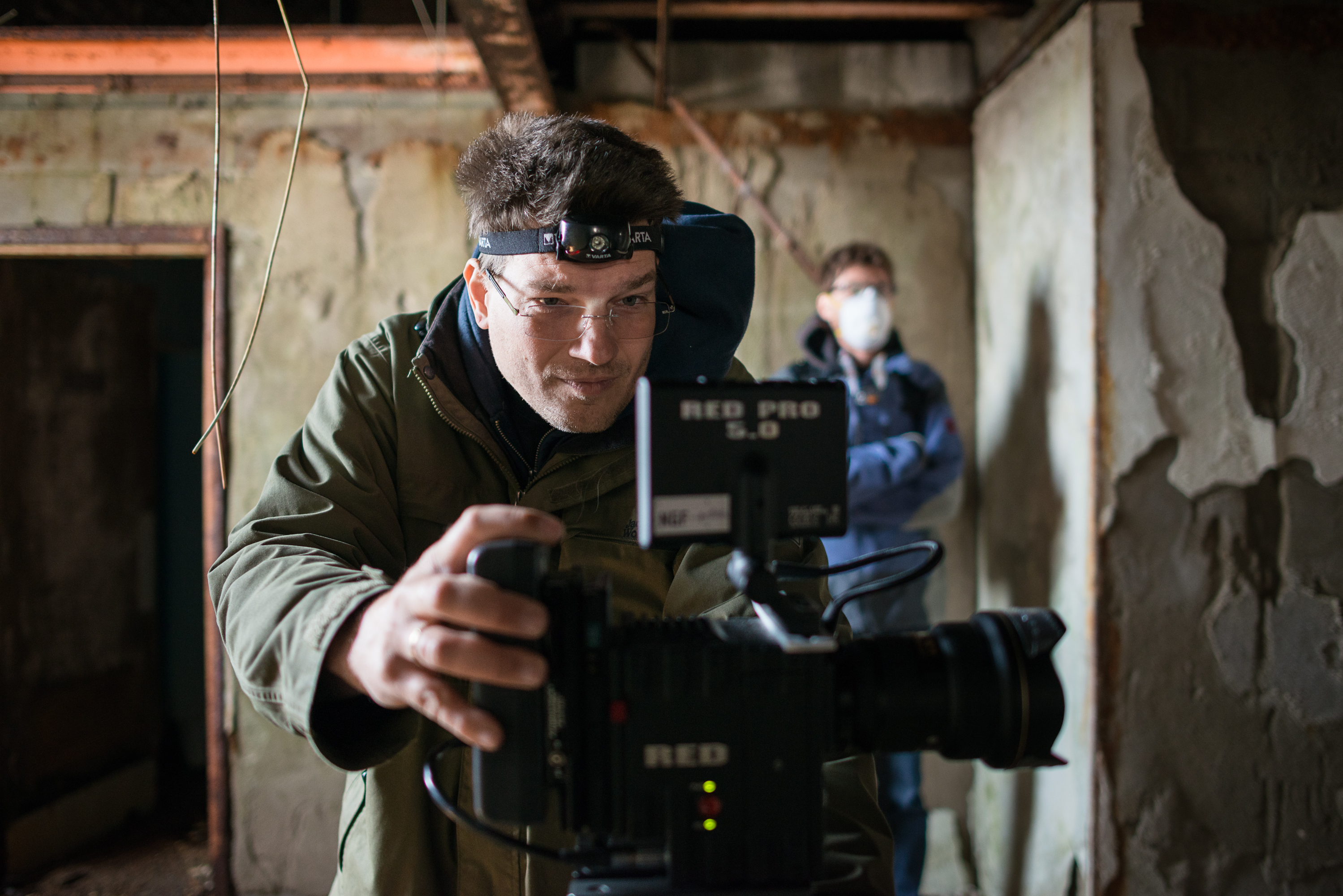
Nikolaus Geyrhalter 2013 beim Dreh von Homo Sapiens

Nikolaus Geyrhalter (* 1972 in Wien) ist ein österreichischer Regisseur, Produzent und Kameramann. Der Autodidakt gründete 1994 im Zuge seiner ersten Filmproduktion Angeschwemmt mit 22 Jahren die Nikolaus Geyrhalter Filmproduktion, die er 2003 mit drei Gesellschaftern in eine GmbH umwandelte.

## Werk und Stil

### Arbeit als Regisseur
Geyrhalter, der bei seinen Filmen immer selbst die Kamera führt, ist bekannt für seine filmische Handschrift: Kommentarlos lässt er Menschen und Räume wirken und gibt dem Publikum so Interpretationsfreiraum. „Fast jede Art der zusätzlichen Information ist für Geyrhalter irrelevant oder noch schlimmer – und dies in einer Ära, in der Dokumentarfilme oft so didaktisch anmuten wie PowerPoint-Präsentationen.“ schreibt Rob Nelson von der Village Voice in New York. Zu Geyrhalters bekanntesten Werken gehören Pripyat, Elsewhere, Unser täglich Brot und Abendland.
Seine Filme wurden international an Festivals gezeigt, unter anderem in den Wettbewerben des Dok Leipzig, des Locarno Festival, des International Documentary Festivals Amsterdam, oder der renommierten Sektion Forum der Berlinale. 

„Grundsätzlich mache ich Filme, die ich selber gerne sehen möchte. Mich faszinieren Zonen, wo man normalerweise nicht hineinsieht“

### Arbeit als Produzent, weitere Tätigkeiten
Nebst seiner Arbeit als Regisseur ist er auch als Produzent tätig. So verantwortete er unter anderem Geschichten vom Franz (2022), einen Kinderfilm nach der Romanvorlage von Christine Nöstlinger, der über 87.000 Zuschauer in die Kinos lockte, sowie dessen Fortsetzung Neue Geschichten vom Franz (2023). Des Weiteren produzierte er den Dokumentarfilm Feminism WTF der österreichischen Regisseurin Katarina Mückstein. Im Jahr 2023 gab es beim DOK.fest-München eine separate Sektion als Hommage an Geyrhalter.
Geyrhalter war Gastprofessor im Bereich Fotografie und Film an der Universität für angewandte Kunst in Wien im Wintersemester 2012/2013. 2019 war er Speaker bei den Berlinale Talents zum Thema dokumentarisches Filmemachen.

## Filmografie

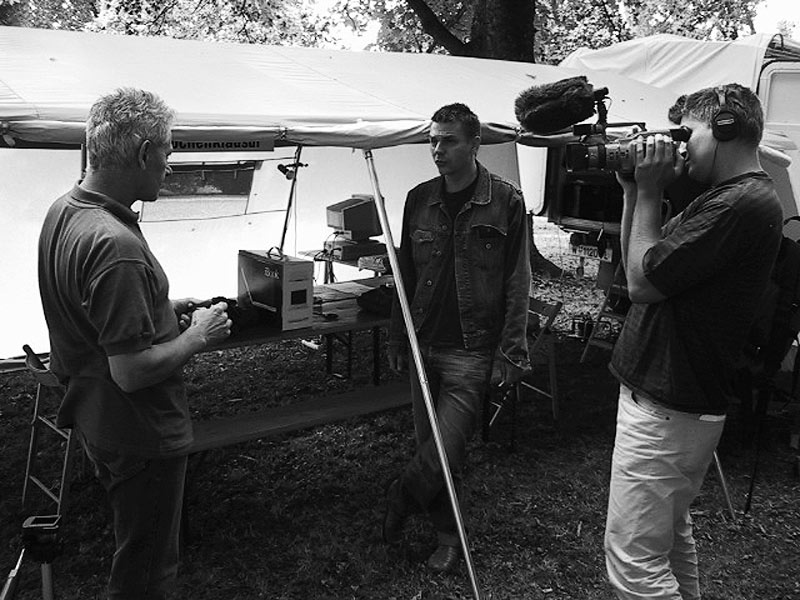
Von links: Künstler Hartmut Skerbisch (†), Wolfgang Zinggl („Wochenklausur“) und Regisseur Nikolaus Geyrhalter beim Gespräch in Gleisdorf (2001)

Regie, Kamera und Produktion. Sofern nicht anders gekennzeichnet, handelt es sich um Kino-Dokumentarfilme.
- 1994: Angeschwemmt
- 1997: Das Jahr nach Dayton
- 1999: Pripyat
- 2001: Elsewhere
- 2005: Unser täglich Brot
- 2008: 7915 KM
- 2010: Allentsteig (TV-Dokumentarfilm)
- 2011: Abendland
- 2012: Donauspital (TV-Dokumentarfilm)
- 2013: CERN (TV-Dokumentarfilm)
- 2015: Über die Jahre
- 2016: Homo Sapiens
- 2018: Die bauliche Maßnahme
- 2019: Erde
- 2022: Alpenland (nur Produktion)
- 2022: Matter Out of Place
- 2023: Stillstand
- 2024: What a Feeling (nur Produktion)
- 2024: Pfau – Bin ich echt? (nur Produktion)
- 2025: Wenn du Angst hast nimmst du dein Herz in den Mund und lächelst (nur Produktion)

## Auszeichnungen
(Quelle:)
- 2002: Österreichischer Würdigungspreis für Filmkunst[17]

Angeschwemmt:
- Preis Neues Kino – Wien 1994

Das Jahr nach Dayton:
- Wiener Filmpreis 1997[18]
- Leserpreis Berliner Zeitung – Berlin 1998
- Le Prix Joris Ivens – Paris 1998
- 3sat-Dokumentarfilmpreis – Duisburg 1998

Pripyat:
- Großer Preis – Diagonale 1999[19]
- Prix International de la SCAM – Paris 1999[20]
- Prix de la Jury – Audience Prize, Nyon 1999
- Großer Festivalpreis – München 1999
- Grand Prix – Odivelas 1999
- Europäischer Filmpreis: Bester Dokumentarfilm (Nomination) 1999[21]
- International Documentary Award – Istanbul 2001

Elsewhere:
- Special Jury Award IDFA – Amsterdam 2001[22]
- Ethnographic Award – Pärnu 2002
- Publikumspreis – Duisburg 2002
- Preis für innovative Produktionsleistung – Diagonale, Festival des österreichischen Films, Graz 2003

Unser täglich Brot:
- Bester Film – Ecocinema International Film Festival Athen 2006
- Honourable Mention – Special Jury Prize – Hot Docs Canadian International Documentary Festival Toronto 2006
- Special John Templeton Prize – Visions du Réel, Nyon 2006
- Spezialpreis der Jury – International Documentary Film Festival Amsterdam 2005[22]
- Adolf-Grimme-Preis – Kategorie Information & Kultur, Marl 2008
- Nominierung Prix Arte – Europäischer Filmpreis 2006
- Sonderpreis der Jury – Jihlava 2006
- EcoCamera Preis – Rencontres internationales du documentaire Montréal 2006
- Best feature length documentary – Ashland Independent Film Festival 2007
- Spezialpreis Jurado Pfizer – Festival Internacional de Cine Contemporaneo de la Ciudad de México 2007
- Grand Prix – Festival International du Film d'Environnement, Paris 2006

7915 KM:
- Preis für beste Bildgestaltung Dokumentarfilm – Diagonale, Festival des österreichischen Films, Graz 2009

Abendland:
- Bester Dokumentarfilm – Österreichischer Filmpreis (Nomination) 2012[23]
- Millenium Award – Planete Doc Film Festival, Warschau 2011
- The Canon Cinematography Award – Honorable Mention, Planete Doc Film Festival, Warschau 2011
- Grand Prix Special Mention – Split Film Festival 2011

Donauspital – SMZ Ost:
- Honorable Mention – World Pulse Culturgest Award, IndieLisboa International Film Festival 2013
- Nominierung Prix Europa 2012

Über die Jahre:
- Großer Preis – Diagonale 2015[24]
- Bester Film, Human Rights Competition, Buenos Aires International Independent Film Festival (BAFICI) 2015
- Silver Eye Award für Besten Dokumentarfilm, Jihlava, Internationales Dokumentarfilmfestival 2015
- 3sat-Dokumentarfilmpreis, Duisburger Filmwoche 2015
- Bester Dokumentarfilm, Österreichischer Filmpreis (Nomination) 2016[25]

Homo Sapiens:
- Wild Dreamer Award for Best Documentary, Subversive Film Festival, Zagreb 2016
- Bestes Sounddesign Dokumentarfilm, Diagonale 2017

Die bauliche Maßnahme:
- Großer Preis der Diagonale 2018 als bester Dokumentarfilm[26]
- Internationales Dokumentarfilmfestival München 2019 – VIKTOR DOK.deutsch[27]

Erde:
- Internationale Filmfestspiele Berlin 2019, Preis der Ökumenischen Jury in der Sektion Forum[28]
- Österreichischer Filmpreis 2020 in der Kategorie Bester Dokumentarfilm[29]

Matter Out of Place:
- Pardo Verde WWF Award, Locarno Film Festival 2022[30]
- Beste Regie – Más Allá Competition, Black Canvas Festival de Cine Contemporáneo, México 2022
- Best feature length documentary, Festival dei Popoli Florenz 2022
- Big Stamp Award, Regional Competition, ZagrebDox, International Documentary Film Festival Zagreb 2023[31]